# 戸田奈津子
戸田 奈津子（とだ なつこ、1936年〈昭和11年〉7月3日 - ）は、日本の映画字幕翻訳家、通訳者、映画翻訳家協会元会長。神田外語大学客員教授・神田外語学院アカデミックアドバイザー。

## 経歴
福岡県戸畑市（現在の北九州市戸畑区）に生まれる。戸田が1歳のときに銀行員であった父が日中戦争下の上海で戦死し自身も母の実家のある東京・世田谷に転居する。出身地は東京都としている。第二次世界大戦中で娯楽の無かった子供時代を過ごしたため、終戦の翌年から解禁された外国映画を見て衝撃を受ける。中学生の後半からは一人で映画を見にいくようになり、高校生の頃から名画座などに通い詰める。
母が東京女子高等師範学校（現・お茶の水女子大学）卒業後、高校教諭をしていた関係でお茶の水女子大学附属幼稚園に入園。お茶の水女子大学附属小学校、お茶の水女子大学附属中学校を経て、お茶の水女子大学附属高等学校を卒業後、津田塾大学学芸学部英文学科に入学。1958年、大学を卒業後に第一生命保険の秘書の仕事に就くが約1年半で退社し、映画字幕の仕事に就くことを目指す。
映画の字幕翻訳の第一人者であった清水俊二に手紙を書き、事務所に会いに行くものの大学を卒業したばかりの若い女性には難しいと言われる。しかし清水からは『鉄腕アトム』などの日本のテレビ番組を輸出用に英訳する仕事を紹介してもらうなどし、字幕では無いもののフリーランスとして翻訳を続け、洋画配給会社とも仕事のつながりができる。ある時、ユナイト映画でビジネスレターのタイプの仕事をしていたところ、当時宣伝部長をしていた水野晴郎から映画関係者が来日するので急遽通訳が必要になったとして通訳の仕事を任されることになった。戸田も通訳の出来の悪さから仕事を降ろされることを覚悟したものの、引き続き通訳の仕事も続けていくことになった。
1970年（昭和45年）、戸田は清水のアドバイスのもと、『野性の少年』で初めて字幕翻訳を任される。ほぼ同時期に字幕翻訳した『小さな約束』は1973年（昭和48年）に公開された。それ以降の数年間、年に2,3本のペースで字幕翻訳の仕事をするほかは、翻訳や通訳のアルバイトを続けていた。
転機となったのは1976年（昭和51年）、『地獄の黙示録』を撮影中のフランシス・フォード・コッポラ監督の来日時の通訳およびガイドを務めたことである。その後、映画の音楽を担当する予定だった作曲家の冨田勲の通訳として、サンフランシスコのコッポラ邸やフィリピンでのロケにも同行した。1979年（昭和54年）に『地獄の黙示録』本編が完成した際に、コッポラ監督の推薦により日本語字幕を担当、この仕事で字幕翻訳家と広く認められる。
以降、年間50本のペースで字幕翻訳を手がけるようになる。『E.T.』『インディ・ジョーンズ』『タイタニック』『スター・ウォーズ（新3部作）』『ミッション・インポッシブル』といった話題作を担当し、著名な字幕翻訳者の一人となった。吹き替え翻訳を担当している作品もある。
2008年10月に神田外語グループアカデミックアドバイザーに就任。2011年、神田外語大学客員教授に就任。
2014年の時点で左目の視力を失っていることを告白。

86歳となった2022年、通訳業からの引退を発表した。通訳翻訳ジャーナルのインタビューで、その理由を語った。
「通訳というのは瞬発力が必要ですが、年齢が上がるととっさに対応できないこともあるんです。通訳者がそれでは、映画のために一生懸命尽くしている方々に失礼でしょ？ だから降りることにしました。世間の人たちは60歳や70歳で定年なんですよ。私は一回り以上長くやっているんだから、そろそろ辞めたっていいじゃない（笑）」
2025年4月29日、旭日小綬章を受章したことを日本政府が発表した。

## 翻訳への批評
- インターネット上では意訳・誤訳が多いことが指摘されている。『ロード・オブ・ザ・リング』劇場公開版で字幕を担当したが『指輪物語』のファンが日本語字幕の修正や戸田の交代を求め、署名活動をする騒動となった[11]。
- 映画評論家の町山智浩も、「戸田奈津子の日本語字幕の誤訳の多さについて。今ここに自分が字幕監修する3月公開の映画の原語台本があるが、固有名詞、歴史的背景、専門用語、英語独特の言い回し、ジョークや反語的表現、暗喩について製作側による英語の注釈がついている。これが通常。戸田さんはこの注釈を読んでないとしか思えない」と非難している（「パルプ・フィクション」でチョッパーバイクを「chopper」からヘリコプター、「スターウォーズ」でローカル（地元）を“ローカルの星人”、義勇軍をボランティア、「地獄の黙示録」で.50口径（＝12.7ミリ）を50ミリ口径に）[12]。一方で通訳者の鳥飼玖美子が西村博之との対談で、戸田奈津子の翻訳におかしな日本語があるとの鑑賞者の指摘に対し、「限られた時間で翻訳を行っており、完璧じゃない字幕があるのはやむを得ない」「努力を評価する」と語っている[13]。
- 映画評論家の前田有一は戸田が大御所なゆえ原作が有名な作品を担当することも多く、『ロード・オブ・ザ・リング』での誤訳に加え、インターネットの普及が影響して過剰に槍玉に挙げられていると指摘。中には『バック・トゥ・ザ・フューチャー』や『ターミネーター2』のように戸田のおかげで楽しく鑑賞できた作品もあり、多少のミスはおおらかに見守った方がいいと、辛口と言われる前田の映画評論のスタンスとは違うコメントをした[14][15]。

### 戸田本人の反応
- 2005年の取材では、「初めて聞きました。でも、そもそも映画の翻訳というのは字数やいろんな制約があって、そのまま直訳しても文章にならないし、意味が通じないの。だから、やっぱりある程度の意訳は必要なのよ。 それぞれの意見はあるでしょうけど、私たちのような、ものを書く仕事はあっち立てればこっち立たずで、意見が合うことはなかなかないですから」と語った[16]。
- 2015年の取材では、「映画字幕の翻訳と通常の翻訳は別ものなんです。字幕が字数に縛られていることを知らない人から「誤訳」などと批判を受けることもありますが、気にしません。もちろん間違った訳や下手な意訳はいけない。理想的な字幕は、観客に字を読んだという意識が何も残らない字幕なんです。画面の人が日本語をしゃべっていたと錯覚を起こすくらい「透明な字幕」が一番いいんです」と語った[17]
- 2017年の取材では 「（ロード・オブ・ザ・リングの件で）抗議をした方々は、数十年前の本の翻訳を聖書と思っているわけ。数十年前の翻訳ですよ？日々変わる言葉が、その間にどれだけ変化するか。今の観客が違和感を抱かない字幕にするのが当然じゃないでしょうか」 と語った[11]。

独特の言い回しとして原文では疑問形でないものへ疑問符をつける、小さな声に感嘆符をつける、「〜せにゃ」「〜かもだ」「〜かもけど」「コトだ」など特徴的・前時代的な語尾がみられる。

## 主な字幕作品
- 地獄の黙示録（1979年） - 2001年の「特別完全版」も担当
- インディ・ジョーンズ
- E.T.（1982年）※吹き替え翻訳も担当
- トッツィー（1982年）
- 戦場のメリークリスマス(1983年)
- 007 オクトパシー（1983年）- 007 ノー・タイム・トゥ・ダイ（2021年） ※007シリーズの翻訳としては、最多12作目
- ゴーストバスターズ（1984年）
- グレムリン（1984年）※吹き替え翻訳も担当
- バック・トゥ・ザ・フューチャー
- ロンリーハート（1986年）※VHS
- ショート・サーキット（1986年）
- ショート・サーキット2 がんばれ!ジョニー5（1988年）
- 危険な情事（1988年）
- ダンス・ウィズ・ウルブズ（1990年）
- ホーム・アローン（1990年）
- シザーハンズ（1990年）
- ターミネーター2（1991年）
- シンドラーのリスト（1993年）
- ジュラシック・パーク（1993年）
- フォレスト・ガンプ/一期一会（1994年）
- 今そこにある危機（1994年）
- スピード（1994年）
- ジャングル・ブック（1994年）
- ベイブ（1995年）
- アポロ13（1995年）
- マディソン郡の橋（1995年）
- セブン・イヤーズ・イン・チベット（1996年）
- 評決のとき（1996年）
- エアフォース・ワン（1997年）
- タイタニック（1997年）
- アルマゲドン（1998年）
- 不夜城（1998年）
- スター・ウォーズ（新3部作）
- ブリジット・ジョーンズの日記（2001年）
- ハリー・ポッターと賢者の石(2001年) -  ハリー・ポッターと炎のゴブレット（2005年）
- ロード・オブ・ザ・リング （2001年）
- シカゴ（2002年）
- ロード・オブ・ザ・リング/二つの塔（2002年）
- ロード・オブ・ザ・リング/王の帰還（2003年）
- ビッグ・フィッシュ（2004年）
- M:i:III（2006年）
- ワールド・トレード・センター（2006年）
- ダイ・ハード4.0（2007年）
- ボーン・アルティメイタム（2007年）
- ナイト ミュージアム（2007年）
- アバター（2009年）
- ラブリーボーン（2010年）
- バトルシップ（2012年）
- キャプテン・フィリップス（2013年）
- ジュラシック・ワールド（2015年）
- ミッション:インポッシブル/ローグ・ネイション（2015年）
- 007 スペクター（2015年）
- インデペンデンス・デイ: リサージェンス（2016年）
- ジェイソン・ボーン（2016年）
- インフェルノ（2016年）
- ジャック・リーチャー NEVER GO BACK（2016年）
- ザ・マミー/呪われた砂漠の王女（2017年）
- ジュラシック・ワールド/炎の王国（2018年）
- ミッション:インポッシブル/フォールアウト（2018年）
- 007/ノー・タイム・トゥ・ダイ（2021年）
- トップガン マーヴェリック（2022年）
- ジュラシック・ワールド/新たなる支配者（2022年）
- グラディエーターII 英雄を呼ぶ声（2024年）
- ミッション:インポッシブル/ファイナル・レコニング（2025年）

## 受賞歴
- 1992年：第1回淀川長治賞
- 1995年：第4回日本映画批評家大賞・特別賞[18]
- 2015年：第36回松尾芸能賞・特別賞[19]
- 2015年：全国興行生活衛生同業組合連合会 特別功労章[20]
- 2016年：第34回川喜多賞[21]
- 2021年：第49回日本映画ペンクラブ 特別功労賞[22]
- 2025年：旭日小綬章[23][24]

## 著書
- 『男と女のスリリング - 字幕スーパーで英会話レッスン』集英社 ISBN 4087801292 1994年
- 『字幕の中に人生』白水社 ISBN 4560073368 1997年
- 『男と女のスリリング - 映画で覚える恋愛英会話』集英社 ISBN 4087470202 1999年
- 『スターと私の映会話!』集英社 ISBN 4087476103 2003年
- 『字幕の花園』集英社 2009年
- 『映画字幕は翻訳ではない』清水 俊二（著）、戸田 奈津子・上野 たま子（編集） 早川書房 ISBN 4152035226 1992年
- 『KEEP ON DREAMING』戸田奈津子　金子裕子（著）　双葉社　2014年

## 翻訳
- パッカード著作集 第5 ダイヤモンド社 1964
- 去勢された女 ジャーメン・グリア 著,日向あき子, 戸田奈津子 訳 ダイヤモンド社 1976
- ガーフィールド vol.11-20 Jim・Davis 作,戸田奈津子 訳 研究社 1991
- グリーングリーンの国から : ふしぎな子どもたちの伝説 アラン・マークス 絵,ケビン・クロスリー-ホランド 作,戸田奈津子 訳 太平社 1995
- コーラスライン : ピアノ弾き語り集 松山祐士 編著,戸田奈津子 訳 ドレミ楽譜出版社 2005 (ミュージカル・サウンド・シリーズ)

## メディア出演
テレビ番組
- NHK手話ニュース845（NHK）
- マツコの知らない世界 「映画字幕の世界」（2015年1月13日、TBSテレビ）

CM
- SANKYO『ニコラス・ケイジ来日会見 来日会見篇』（2000年10月18日 - ） - 通訳 役
- パーソルキャリア「doda X」『X Career-Gallery 戸田奈津子』篇(2023年5月10日 - ）[25]

その他
- 『金曜日の妻たちへIII 恋におちて』（1985年、TBS）において字幕翻訳者を演じるいしだあゆみにアドバイスをした。また、このドラマの影響で字幕翻訳志望者からの問い合わせが急増した。
- ACジャパンにおいて2022年度全国キャンペーン「寛容ラップ」と2023年度全国キャンペーン「白紙の未来」、2024年度全国キャンペーン「決めつけ刑事」、2025年度の全国キャンペーン「フェイクは、ホンモノみたいな顔をする。」で字幕を監修。